# Dialekte in Tirol
Die Dialekte in Tirol entstammen mehrheitlich den oberdeutschen Dialektgruppen Alemannisch und Bairisch und umfassen alle Dialekte und Sprachgruppen, die in Nordtirol (Österreich), Osttirol (Österreich), Südtirol (Italien) und Trentino (früher Welschtirol, Italien) von den ca. 1,9 Millionen Einwohnern gesprochen werden. Sie stellen den Übergangsbereich zwischen alemannischen (im Westen), bairischen (im Osten) und rätoromanischen bzw. italianisierten Dialektgruppen (im Süden) dar.
Historische Sprachgrenzen sind auf geographische Unzugänglichkeiten in der bergigen Landschaft der Alpen begründet, weshalb trotz des Dialektkontinuums zwischen einzelnen, teils benachbarten Regionen Tirols relativ große Unterschiede in der Umgangssprache und insbesondere im Vokabular zu finden sind. Diese Unterschiede haben für die jeweilige Bevölkerung einen hohen identitären Wert. So sind diverse Ausdrücke und Begriffe auf einzelne Orte und Täler beschränkt, wie z. B. im Ötztal, wo der Dialekt das „stärkste und am meisten prägende Element der lokalen Identität der Bevölkerung des Ötztals“ darstellt.

## Amtssprachen in Tirol
1. Deutsch (Amtssprache in Nord, Ost- und Trentino-Südtirol)
2. Italienisch (Amtssprache in Trentino-Südtirol)

## Anerkannte Minderheitensprachen in Tirol
- Ladinisch (Trentino-Südtirol)
- Felsentalerisch (Trentino-Südtirol)
- Zimbrisch (Trentino-Südtirol)

## Sprachentwicklung
Einige wenige Begriffe, die nur in Tirol geläufig sind, sowie auch Ortsnamen stammen von keltischen und slawischen Begriffen ab. Zur Zeit der Augusteiischen Alpenfeldzüge übernahmen die im heutigen Tirol lebenden rätischen Stämme das Vulgärlatein und verbanden es mit ihrer eigenen Sprache. Daraus entwickelten sich die noch heute gesprochenen rätoromanischen Sprachen (auch bezeichnet als Ladinisch, Räto-Friaulisch, oder Alpenromanisch). Nach dem Zerfall des römischen Reiches siedelten sich christianisierte germanische Stämme (hauptsächlich Bajuwaren, Alemannen und Langobarden) im heutigen Tirol an, die bis zum Jahr 1000 n. Chr. zur dominanten Bevölkerungsgruppe wurden und damit die Sprachidentität des heutigen Tirols am meisten prägten. Das Tiroler Unterinntal sowie andere Teile Ost- und Nordtirols gehörten bis zur Mitte des 2. Jahrtausends zu Bayern, weshalb dort die bairischen Dialektgruppen über Jahrhunderte den stärksten Einfluss hatten.
Die Tiroler Dialekte wurden auch durch das Jiddische geprägt. Bedingt durch Antijudaismus und Judenverfolgung ab dem 11. Jahrhundert wanderten Juden massenhaft aus dem deutschen Sprachgebiet nach Osteuropa aus, wodurch dieser Einfluss schwand. Noch heute sind einige Wörter und Ausdrücke im umgangssprachlichen Gebrauch in Tirol zu finden, die auf die jiddische Sprache zurückgeführt werden.
Bis 1860 gehörte das österreichische Bundesland Vorarlberg zu Tirol. Eine kulturelle und sprachliche Assimilierung war jedoch durch den Arlbergpass erschwert, weshalb der Sprachgebrauch in Vorarlberg heute sowie damals als rein alemannischer Dialekt viele Gemeinsamkeiten mit den Dialekten in den benachbarten Kantonen der Schweiz aufweist. Der Tiroler Regierungsbezirk Reutte wird als "Außerfern" und gilt seit der Abtrennung Vorarlbergs als die einzige Region in Tirol, deren Dialekt in der Sprachforschung mehrheitlich auf schwäbisch-alemannische Dialektgruppen zurückgeführt wird.
Nach dem ersten Weltkrieg wurden Südtirol und Welschtirol von Österreich bzw. von Tirol abgetrennt und kulturell sowie auch sprachlich italianisiert. Die Tiroler Dialekte blieben bis auf einige Lehnwörter dennoch auch in Südtirol weitgehend erhalten. In Südtirol hat sich seither ein eigener "Tiroler Akzent" der italienischen Sprache gebildet.
In der Nachkriegszeit des zweiten Weltkriegs wurde die Sprache in Tirol und Vorarlberg durch die französische Besetzung beeinflusst. Die Begriffe Besetzung, Besatzungszonen und Besatzungssektoren gelten in Österreich bis heute synonym für die Jahre von 1945 bis 1955.

## Lexik
Das Tirolische oder Tirolerische zeigt teilweise lexikalische Gemeinsamkeiten mit dem Alemannischen; so läuft die Alm/Alp-Isoglosse durch Tirol (im Inntal: zwischen Ötztal und Imst).
Unterschiede zum restlichen Österreich zeigen sich auch im Wortschatz, wie in:
- ållm, ålli, olli – immer
- aniadr, aniedr / aniade – jeder / jede
- auchi, aufi, auchn, augn, aucha – hinauf
- aweck – weg, fort (vgl. englisch away)
- Fleischkas – Leberkäse
- gegga, gagga – pfui, schlecht (Kindersprache)
- gleim (auch in Kärnten) – eng (beieinander)
- Gluuf, Gluufe, Glufa – Sicherheitsnadel, Stecknadel (vgl. Gufe im Schweizerdeutschen und Glufa im Schwäbischen)
- lei (auch in Kärnten) – nur
- losna, lisna, horchn – hören (vgl. schweizerdeutsches Verb lose)
- lipfa, lupfn, aulupfn – hochheben
- Marend – Jause (Zwischenmahlzeit)
- Halbmittag – vormittägliche Jause (südtirolspezifisch)
- marenda bzw. untern – jausnen
- Mosbeer – Heidelbeeren
- oi, oui, euchi, öachn, ouchn, ochn, ocha, ochi – hinunter
- d – dies
- dear, dr – der
- dia, de – die
- semm, zem, detta, dert, derten – dort

Weit verbreitet sind folgende Begriffe; ihre Bedeutung kann von Ort zu Ort etwas verschieden sein. Nicht alle Aussprachevarianten sind in der Liste berücksichtigt.
- bekirnan, pekiengin – verschlucken
- decht – dennoch, doch
- drlada, drloadn – langweilen, verdrießen
- dunta, dunte – unten
- endern – jenseits des
- felli, fellig, föllig – fast, nahezu
- floka lossa, flacken – liegen
- Formas, Foarmos – Frühstück
- gahl, lobelat – schwach gesalzen
- ghilb, gehilbe – bewölkt, nebelig
- glangla losa, glenggang – baumeln, (lose) hängen
- gliandi, gleanig, gluenig – glühend
- Grantl, Gront, Grant, Troug – Trog
- graschglan, graschplen – knistern, knirschen, rascheln
- Griffl – Finger
- huppm, happm – (ein Kind) in den Arm nehmen
- Huudr, Hüdr, Hudo – Lappen, Tuchfetzen
- iatz – jetzt
- inrua lossa, unkeit lossn – unbehelligt lassen, in Ruhe lassen
- Kallar, Schöpfa – Kelle
- kraaln, gralln – kratzen
- Kondla, Kondl – Kanne
- Lulle, Lüllar, Luller – Schnuller
- nacht – gestern
- nikarli mocha, nåpsln, nuagerle, nångerle – Mittagsschläfchen
- Neunerlen – vormittägliche Jause
- Ora, Losar – Ohren
- Patatti – Kartoffel (Tiroler Oberland)
- plindara, plintern – umziehen, Wohnung wechseln
- Pundl, Pundal – Kanne, Behälter
- Purzigogla, Puchzigoglar, Purzigagel – Purzelbaum
- Riibl, Riiblar – eine Art Schmarren
- roogl, rougl, rougla – locker, nicht verfestigt
- Schiifara, Schiifer – Holzsplitter (in der Haut)
- schittla, naggln – wackeln, schütteln
- schmargala/stinka, schmargelen – übel riechen
- schwenza – spülen
- springea – laufen
- Strauch, Strauche – Erkältung, Schnupfen
- Suur, Gilla – Jauche, Gülle
- taasig – benommen, abgeschlagen, schlapp
- Taatl, Tootn – Schublade, Behälter
- Teggn – Gebrechen, Schaden
- Tiisl – Grippe, Krankheit
- Troppl – Falle
- Tschippl, Schiipl – eine (kleine) Menge
- Tschottn, Tschouttn, Tschotte, Schotta – Quark, geronnene Milch
- wiach, wiache – (sehr) fett
- zfleiß, zefleiße – absichtlich, zum Trotz
- Zeggr – Handkorb, Einkaufstasche
- Zogglar – schlecht Gekleideter, Landstreicher, Nichtsnutz
- Notsch – Schwein
- Ő – Zeitung

Der Wortschatz der Tiroler Dialekte wird erfasst und beschrieben im Wörterbuch der bairischen Mundarten in Österreich.

## Regionale Ausprägungen

### Nordtirol

#### Oberland
Während es im Süden und Osten sowie im Zentralraum von Nordtirol ålm/åjm (Alpe, Bergweide) oder wīsn (Wiese) heißt, zeigt sich im Westen mit ålwe und wīse ein Übergangsgebiet zum Alemannischen (etwa Vorarlbergs), wo weiter westlich auch das -e schwindet (alp, wīs). Weitere Kennzeichen des Tiroler Oberlandes sind gsejt statt gsågt (gesagt) und it statt nit (nicht). Es wird auch eine typisch alemannische Redensart verwendet. So heißt es im restlichen Tirol z. B. I gea iatz schwimmen (Ich gehe jetzt schwimmen), in Teilen des Oberlands hingegen I gea iatz ga schwimma. Dies ähnelt sehr dem alemannischen Etzt gang i ga schwimma.
Im Oberinntal lauten Verkleinerungsformen auf -le, -ele und -eli, während im übrigen Inntal ein -l angehängt wird. Die Lautgruppen des kurzen el werden im Oberland zu al (Welt – Walt oder Geld – Gald).

#### Zentralraum
Der Begriff „Tiroler Zentralraum“ bezeichnet hauptsächlich Innsbruck (Bezirke Innsbruck-Stadt und Innsbruck-Land). Der Großraum Innsbruck zeichnet sich durch seinen für Auswärtige relativ leicht verständlichen Dialekt aus. Er weist alle für das Tirolerische typischen Merkmale auf, steht jedoch unter einem wesentlich stärkeren Einfluss des Standarddeutschen, wobei es sich um einen Ausgleichsdialekt handelt, wie man ihn auch etwa in Vorarlberg im Raum Bregenz findet (sog. Bödeledütsch). Ein typisches Kennzeichen des Dialektes dieser Region ist das sehr deutlich ausgesprochene „kch“. Aufgrund der hohen Sprecherzahl (allein in der Agglomeration Innsbruck leben 183.000 Einwohner) wird dieser Dialekt als „Standardtirolerisch“ bezeichnet bzw. angesehen und daher auch in Film und Fernsehen verwendet, wenn Textszenen im Tiroler Dialekt vorkommen oder wenn Tiroler imitiert werden. Das Innsbruckerische dehnt sich aufgrund der sich bemerkbar machenden Stadtflucht immer weiter aus und bedrängt die in den Dörfern ansässigen Dialekte. Bemerkbar macht sich dies vor allem im westlichen Mittelgebirge und dem Gebiet zwischen Telfs und Innsbruck.
Stubaier Dialekt
Der Stubaier Dialekt gehört zur Westtiroler Sprachfamilie und hat sich im Laufe der Zeit verändert, sodass es im Stubaital mehrere Dialekte gibt. Diese Varianten sind ähnlich dem Ötztaler Dialekt. Bis im Hochmittelalter wurde im Stubai noch Rätoromanisch gesprochen, dies prägt die Sprache heute noch (Hermann Ignaz Bidermann berichtet 1877 darüber, dass sich, einer Überlieferung nach, die deutschsprachige Bevölkerung des vorderen Talbereichs noch im Hochmittelalter nicht mit den rätoromanischen Stubaiern im hinteren Talbereich verständigen konnte).
Unterschiede innerhalb des Tales sind u. a.:
- In Schönberg im Stubaital wird eine Mischung aus dem Innsbrucker Dialekt und dem Wipptaler Dialekt gesprochen.
- In Mieders wird ein Mischdialekt zwischen dem Stubaier und den Wipptaler Dialekt gesprochen.
- In Fulpmes und in Telfes ist der Dialekt genuin stubaierisch: Das „r“ wird wie im amerikanischen Englisch ausgesprochen, was zum „Markenzeichen“ für das Stubaierische geworden ist. In der Oberlausitz ist dies ebenfalls zu finden.
- In Medraz (Gemd. Fulpmes) und Neder (Gemd. Neustift) wird ein Übergang vom „Fulpmer“ zum „Neustifter“ Dialekt verwendet.
- In Neustift wird das „r“ weicher ausgesprochen, und die Umlautung verschiebt sich. Z.B. wird guat zu güat oder Looch zu Löch.

Als Beispiel ein Spruch von Heinrich Muigg:
A töal Leit seiin heid
so gscheid, so ibergscheit,
daß ouan 's loppat seiin
a mear taug.
Wipptaler und Gschnitzer Mundart
Der Wipptaler Dialekt ist ein Mischdialekt mit Einfluss aus ganz Tirol.
Die Wipptaler Mundart wurde durch alle Tiroler Dialekte geprägt, da das Wipptal ein wichtiger Handelsweg war.
Im Gschnitztal wird eine ähnliche Form gesprochen, jedoch mit Einfluss des Stubaier und Passeier.

#### Unterland
Teile des Nordtiroler Unterlands, besonders die Bezirke Kufstein und Kitzbühel sowie das Achenseegebiet, weisen mit der Aussprache fest und du bist Übergangsmerkmale zum Mittelbairischen auf. Im Unterland ist es ebenfalls geläufig, den Laut „L“ zu vokalisieren. Beispiel: „Alm“ wird zur „Oim“. Der „Schaufelstiel“ wird zum „Schaufestü“ und der „Ball“ wird zum „Boi“. Das „K“ wird im Unterland sehr deutlich als „kch“ ausgesprochen. Ein „r“ vor einem „t“ verwandelt sich in „sch“. Zum Beispiel ist „fertig“ im Unterland, in der Nähe Innsbrucks, als „feschtig“ bekannt. Ein weiteres Beispiel für dieses Phänomen ist das Wort „hoscht“, was so viel wie „schwerfällig“, „mühsehlig“, oder „hart“ bedeutet.

##### Zillertal
Einige Sprachbesonderheiten, die es sonst im Tiroler Unterland nicht gibt, kennt das Zillertal, im Dialekt „Zillachtol“. Z. B. wird – wie auch im Ötztal – an Stelle von dann das Wort åft (ausgesprochen wie oft) oder oftang benutzt. Zudem wird im Zillertal im Gegensatz zum umliegenden Inntal anstatt senn (was sind bedeutet) henn verwendet. Beispielsweise bedeutet „Oftang henn mia huam gongen“ oder „Oftang hemma huam gongen“ „Dann sind wir nach Hause gegangen“. Während im restlichen Unterland aus einem „rt“ „(r)scht“ wird, wird es im Zillertal zu einem stark betonten „cht“ (z. B. „feschtig“ zu „fechtig“, oder „hoscht“ zu „hochte“). Weiters gibt es auch im Zillertalerischen stellenweise eine Lautverschiebung von o auf ö, sowie von u auf ü (z. B. wird Hose zu Höse, oder guat zu güat). Für „das“ findet sich bei manchen (v.a älteren) Sprechern die Variante „dos“ statt des geläufigeren „des“, zum Beispiel „Dos ischt güat“ für „Das ist gut“, oder „Hot er dos gsoat?“ für „Hat er das gesagt?“.

#### Außerfern
Die jahrhundertelange Zugehörigkeit zum schwäbischen Bistum Augsburg prägte Teile des Außerfern (im Bezirk Reutte, „Schwäbisch Tirol“), die der schwäbisch-alemannischen Dialektgruppe angehören, die Ähnlichkeiten mit den Dialekten des angrenzenden Allgäus aufweisen (vor allem um Vils, Reutte und im Tannheimer Tal). Hier verläuft auch die schwäbisch-bairische Hauptgrenze, die sich von Daag, Wasser gegen Doog, Wåssa und däät gegen daat (= täte) abgrenzt.
Das obere Lechtal sowie das Lermooser Becken sind stärker durch den Oberinntaler Dialekt beeinflusst. Im oberen Lechtal bestand und besteht eine Nahebeziehung zum Vorarlbergischen, insbesondere zum Walserischen und Wälderischen (Walser, Vorarlbergerisch, Wälderisch, Holzgau).

### Südtirol
In Südtirol sind etwa zwei Drittel der Bevölkerung deutscher Muttersprache. Ein Großteil davon benutzt die lokale Mundart häufig. Das landesübliche Standarddeutsch, das als „Südtiroler Deutsch“ eine Standardvarietät der deutschen Sprache darstellt, beschränkt sich im mündlichen Gebrauch hauptsächlich auf die Schule und die Medien. Im Schriftlichen ist die Mundart selten; sie wird von Mundartdichtern genutzt und oft von Jugendlichen beim Schreiben von SMS und vor allem in den sozialen Netzwerken. Der Südtiroler Dialekt stellt keinen eigenen Zweig des Tiroler Dialektes dar, zumal die Mundart mancher Gebiete Südtirols jener benachbarter Orte jenseits der Staatsgrenze ähnlicher ist als jener anderer Südtiroler Gebiete. Die Reibelaute f und s werden in Südtirol schwächer als in Nordtirol ausgesprochen, z. B. kafn bzw. kaffn (kaufen) und hoaßn bzw. hoassn (heißen). Laut J. Schatz kommt der gg-Laut zwar in ganz Tirol vor, aber nur in Südtirol auch als Anlaut; er hört sich wie c im französischen „cognac“ an.
Nach dem Ersten Weltkrieg war die deutschsprachige Minderheit in Italien einer von Rom betriebenen Italianisierungspolitik ausgesetzt (Italienischer Faschismus), die auch das Verbot der deutschen Schulen beinhaltete. Trotzdem wurde die Muttersprache mündlich weitergegeben. Nach dem Zweiten Weltkrieg gab es wieder Schulen mit deutscher Unterrichtssprache. Ab den 1960er-Jahren nahmen die kulturellen Kontakte zum übrigen deutschen Sprachraum – bedingt zu einem guten Teil durch den Tourismus und die Medien – wieder zu und führten zu einer Bereicherung des dialektalen Wortschatzes, aber auch zu einer besseren Beherrschung des Standarddeutschen.
Rezente Beeinflussungen durch die italienische Sprache machen sich besonders im Wortschatz bemerkbar, allerdings meist nur im mündlichen Sprachgebrauch. Als typisches Beispiel kann die Bezeichnung Targa gelten, die für das Nummernschild eines Fahrzeuges verwendet wird. In diesem besonderen Fall stammt die italienische Wurzel aus dem altfränkischen „targa“ (Schild), also aus dem germanischen Sprachbereich. Sehr oft ist das Wort magari („womöglich, vielleicht“) zu hören. Die auf das Griechische zurückgehende Bezeichnung Hydrauliker für den Installateur wird teilweise auch schriftlich verwendet. Andere typische Beispiele sind tipo (Typ) oder die Übersetzung des italienischen Begriffs casino (Bordell), der im Südtirolerischen sowie im Italienischen für „Unordnung“ und auch für „Puff“ verwendet wird. Eigentümliche romanische Einflüsse hat es schon vor dem 20. Jahrhundert gegeben, nicht nur südlich des Brenners. So ist in Grantn (Preiselbeeren) die Ähnlichkeit mit dem ladinischen „granëta“ (Preiselbeere) und mit dessen Wurzel, dem lateinischen „granum“ (Korn), zu erkennen. Auch bei der Aussprache hört man gelegentlich Tendenzen zum Italienischen; beispielsweise sprechen manche Personen ignorieren als iniorieren aus.
Auch das Englische zeigt, ähnlich wie im übrigen deutschen Sprachraum (Deutschland, Österreich usw.), seine Wirkung auf die Alltagssprache.
Bei der Südtiroler Mundart sind viele lokale Varianten unterscheidbar. Diese sind Teil größerer Dialektgruppen, die nach den Tälern oder Talabschnitten benannt werden (z. B. Pustrerisch, Vinschgerisch, Sarnerisch, Unterlandlerisch, Pseirerisch …). Eine grobe Einteilung in drei Dialektgruppen (östliche, zentrale und westliche) ist möglich, genaue Grenzen lassen sich jedoch nicht ziehen.
Die östliche Gruppe ist am deutlichsten vom übrigen Südtirol abgegrenzt und umfasst das Pustertal mit seinen Seitentälern. Dort ist das mittelhochdeutsche uo (z. B. muoter, also Mutter) zu ui (Muito) geworden, in anderen Teilen Südtirols zu ue oder ua (Muetr, Muatr). An diesem letzten Beispiel fällt auch die typische Vokalisierung der Endung -er auf. Das mittelhochdeutsche ei (Stein) erscheint im Osten als langes a (Staan), andernorts als ue oder oa (Stuen, Stoan). Im Pustertal, teils auch im Eisacktal, wird die Endung -en beim Verb in manchen Fällen weggelassen, z. B. nemm (nehmen). Weibliche Hauptwörter, die im Osten des Landes auf e auslauten, haben dieses im Süden und Westen nicht, z. B. Fraide bzw. Fraid (Freude), Suppe bzw. Supp oder Suppm, auch in der Mehrzahl lauten manche Hauptwörter auf -e aus: Pame (Bäume) im Unterschied zu Pam. Das mittelhochdeutsche iu wird im Süden und Westen als ui, im Osten als oi ausgesprochen: Fuier/Foia.
Eine weitere, schwächer ausgeprägte, Grenze trennt den Vinschgau, in mancherlei Hinsicht auch das Ulten- und Passeiertal als westlichen Teil ab. Typisch für den Westen ist die Verwendung von sui für „sie“ (Plural) und „ihnen“, dia als Demonstrativpronomen für „die“ oder „diese“, weiters a Readl (eine Weile). Auf den Westen beschränkt ist auch onni (hinüber), das einem östlichen und südlichen ummi, umi oder umme gegenübersteht. Außer diesen und anderen Besonderheiten im Wortschatz fällt im Westen eine deutlichere Verschiebung von „k“ zu „kch“ auf. Eine grammatikalische Eigenart des Vinschger Dialekts ist die ungewöhnliche Verwendung des Dativpronomens: Du hosch miar drleast „Du hast mich erlöst“.
Im Südtiroler Unterland fällt die Dehnung der Vokale besonders auf; bei kejmen (kommen) beispielsweise ist die Vokallänge gleich wie bei nejmen (nehmen).
Noch in der zweiten Hälfte des 20. Jahrhunderts hatten viele Orte Südtirols einen unterscheidbaren typischen Dialekt, der sich geografisch zuordnen ließ; mancherorts gibt es das auch noch zu Beginn des folgenden Jahrhunderts. Die zunehmenden ortsfremden sprachlichen Einflüsse und die zunehmende Mobilität wirkten und wirken in Richtung Nivellierung der lokalen Sprachvarianten.

### Osttirol
Mit vielen anderen Tirolern teilen die Einwohner Ausdrücke wie z. B. Unterdåch (Dachboden), Langes / Langis (Frühjahr), Tschurtsch (Zapfen der Nadelbäume), Pei (Biene), Patschn (Hausschuhe). Wie in Südtirol wird die Heidelbeere nach ihrer Farbe als Schwarzbeere bezeichnet (Schworzpa). Gitsch(e) (Mädchen) (zum Salzburgischen hin eher Diandle genannt), sem / selm / zem (dort) und (Hai)schupf(e) (Almstadel) sind ebenfalls in beiden Ländern in Gebrauch.
Das Pustertal ist Südtirol und Osttirol gemeinsam; daher gilt für dieses Tal zum Teil das, was schon im Abschnitt „Südtirol“ gesagt wurde. Allerdings ist weiter im Osten sowie im Einzugsgebiet der Isel manches anders. Dort heißt es nicht Pui (Bub) wie im Pustertal, sondern Püe (die langen /oː uː/ werden zu /øː yː/ palatalisiert und teildiphthongiert) oder Pue; an Stelle von fogun und scham (vergönnen und schämen) sagt man fogunen und schomen; Staan (Stein) wird zu einem nasalen Stoan. Die Adverbien hinauf, hinein und hinab lauten in den genannten Gebieten Osttirols aufn, aini, öhin, und nicht augn, inne, ogn wie bei den westlichen Nachbarn. Von den meisten übrigen Tirolern unterscheidet viele Osttiroler die Vokalisierung des „r“: Joa, wean, toia (Jahr, werden, teuer), wie es für das benachbarte Kärntnerische typisch ist.

### Kleinräumige Unterschiede
Manche Kleinregionen zeigen die Bildung der Vokale ö und ü, wie etwa geköfet, höech, güet im Ötztal oder Cöca Cöla im Zillertal.
Ein besonderer Dialekt ist der Nauderer Dialekt. Er ähnelt sehr dem Dialekt des oberen Vinschgaus und entstand durch die Eindeutschung der Sprache der dort ansässigen Rätoromanen im 14./15. Jahrhundert. Dieser Dialekt orientiert sich einerseits am Dialekt des Raumes Innsbruck, behielt aber einen rätoromanischen Akzent. Er unterscheidet sich somit stark von den Dialekten in den angrenzenden Nachbargemeinden des Oberlandes. So heißt es z. B. im Innsbrucker Dialekt I bin nu nit hoam gongen, weil i die Schoof nu nit gschehrt hun, im Oberland I bin nou it huam gonga, weil i ’d Schoof nou it gschoara honn, in Nauders I bin no nuicht hoam gongen, weil i die Schouf nou nit gschourn hob (auf Standarddeutsch: „Ich bin noch nicht nach Hause gegangen, weil ich die Schafe noch nicht geschoren habe“). Darüber hinaus gibt es in Nauders und im oberen Vinschgau keinen Akkusativ: man sagt z. B. statt I honn di gern (Ich hab dich gern) in Nauders I hob dir gern (Ich hab dir gern).

### Grenznahe Regionen
Die Tiroler Dialekte beeinflussen auch grenznahe Regionen, wie:
- das schweizerische Samnaun, wo die angestammte rätoromanische Sprache zugunsten eines Tiroler Dialekts aufgegeben bzw. verdrängt wurde;
- das Werdenfelser Land um Garmisch-Partenkirchen sowie das südliche bayerische Inntal;
- die an Osttirol angrenzenden Kärntner Gebiete des Südbairischen.

Im Pustertal und in Osttirol wird die Umgangssprache umgekehrt auch durch slawische Sprachen beeinflusst.

## Verbreitung außerhalb Tirols
Urtümliche Formen des Tirolerischen finden sich in Sprachinseln Venetiens (Sieben Gemeinden), bei den Hutterern in Nordamerika, sowie in Pozuzo (Peru).